# 太平寺井
太平寺井位于浙江省衢州市江山市贺村镇礼贤村，已列为江山市文物保护单位。

## 历史
礼贤的太平寺井为江山年代最久远的古井，创建于宋乾德元年（963年）。“太平”之名来自宋太宗太平兴国年号。南宋咸淳三年（1267年），江山县改名礼贤县，县署设在太平寺内，直到元至元十三年（1276年）复名江山，迁回旧治为止。太平寺于元代毁于兵火，明清两代重建，后被日军焚毁，仅存寺井。

## 保护
2010年7月19日，太平寺井公布第五批江山市文物保护单位，编号5-41。